# Trục xuất

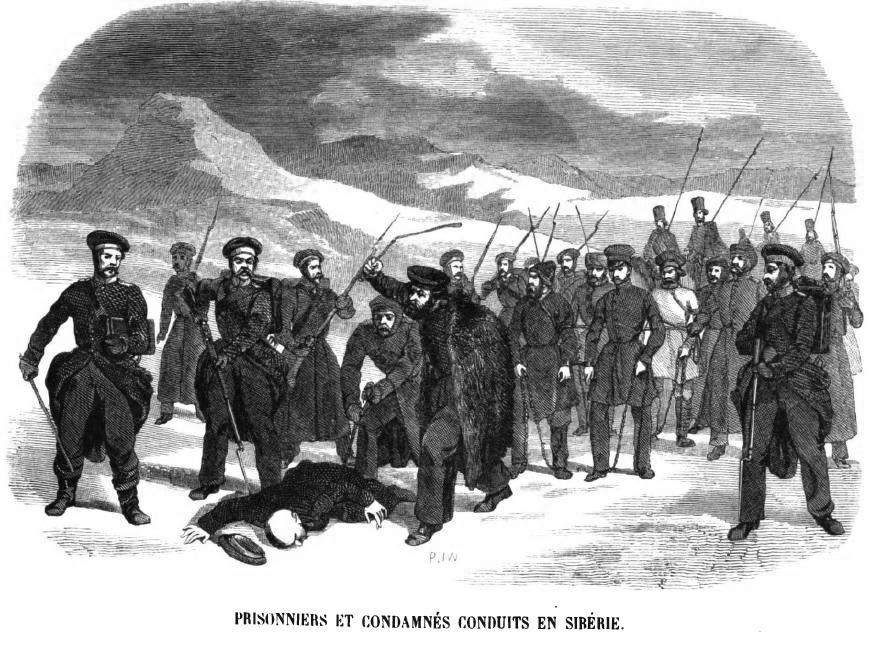
Những người ngoại quốc đang bị trục xuất bằng cách cưỡng ép.

Trục xuất ra quốc ngoại là hành động của một thế lực chính trị để yêu cầu một người hay một tập đoàn giai cấp ly khai môi trường sống của họ (quốc gia hoặc vùng lãnh thổ) hoặc cưỡng chế họ chuyển địa phương để định cư (cưỡng chế phải dịch chuyển, chuyển sang nhóm dân tộc khác hoặc "thanh tẩy chủng tộc"), hoặc để cưỡng chế họ trong các trại chính trị (lao động cưỡng chế).
Nó thường đi đôi với tội sát hại nhân dân, bây giờ gọi là tuyệt diệt chủng tộc, khi trục xuất không chỉ nhằm mục đích đuổi toàn bộ nhân khẩu khỏi lãnh thổ, mà còn là sự hủy diệt về vật lý và văn hóa hiện tại của họ.

## Tham chiếu
1. ↑  (tiếng Anh) "Trục xuất là gì?". Bản gốc lưu trữ ngày 9 tháng 11 năm 2017. Truy cập ngày 23 tháng 5 năm 2014.
2. ↑  "Trục xuất". Bản gốc lưu trữ ngày 27 tháng 5 năm 2014. Truy cập ngày 23 tháng 5 năm 2014.
3. ↑  "Lưu vong". Bản gốc lưu trữ ngày 23 tháng 5 năm 2014. Truy cập ngày 23 tháng 5 năm 2014.